# Synchronous Link Control
Synchronous Link Control (SLC), ou Controle de enlace síncrono, é um protocolo de computador que é orientado a carácter usando o conjunto de caracteres  de sete bits da ATA/IATA baseado no alfabeto CCITT No 5 (ASCII). O protocolo é caracterizado por múltiplo (até 7) enlaces síncronos, bidirecionais e ponto a ponto. Embora esse procolo preceda o modelo OSI, ele exibe características dos protocolos utilizados na camada de enlace (layer 2), camada de redes (layer 3) e camada de transportes (layer 4), podendo transportar outros protocolos usado pelas viações aéreas tais como TTY (Baudot), Airline Link Control ou P-1024B (Sita) e Uniscope protocols conhecido na SITA como P-1024C. Esse protocolo é também conhecido como P-1024 e é primariamente usudo para comunicações entre companhias aéreas e seus terminais controlados pela rede de terminais da Sita.